# کازویوکی ایزوتسو
کازویوکی ایزوتسو (انگلیسی: Kazuyuki Izutsu؛ زادهٔ ۳۰ مهٔ ۱۹۵۲) یک کارگردان، فیلم‌نامه نویس و منتقد اهل ژاپن است. او در استان نارا به دنیا آمده‌است. اولین فیلم‌های ۸میلی‌متری خود را در دوران دبیرستان ساخته‌است.